# Funeralium
 (décembre 2021).
Funeralium est un groupe de funeral doom français, originaire de Paris. Formé en 2003 par Jonathan « Marquis » Théry, le nom du groupe est un jeu de mots entre « funeral » (enterrement en anglais) et « valium ».

## Biographie
Jonathan « Marquis » Théry forme Funeralium en 2003, comme projet parallèle à Ataraxie, après avoir déménagé à Paris pour ses études. Avec Ataraxie, Théry jouait à l'époque du death-doom. En plus de cela, il aspirait à un son plus extrême et plus expérimental. Il poussa ainsi Funeralium comme un autre projet de groupe en invitant le guitariste d'Ataraxie, Frédéric « Berserk » Patte-Brasseur et les musiciens de Heol-Telwen « Yskithyrwynn » comme batteurs et Vincent « Toxine » Buisson comme bassiste. En septembre 2003, le groupe commence à répéter. L'année suivante, Funeralium signe un contrat avec Band or Be Banged!! pour la sortie de la bande démo Ultra Sick Doom. La démo sorti en juin 2004 et est bien accueillie par la scène metal. L'intérêt naissant pour les groupes de funeral doom à cette époque permet à Funeralium de se produire en solo et dans des festivals en France, en Belgique et aux Pays-Bas, notamment lors du premier Ashes to Ashes Doom to Dust Fest à Tilbourg. Selon Patte-Brasseur, une communauté de doom extrême s'est formée à cette époque aux Pays-Bas et en Belgique, organisant des concerts et des festivals entre eux, dont Funeralium faisait partie.

« Nous avons tous appris à nous connaître rapidement, avons créé une sorte de communauté de doom extrême et avons organisé de nombreux concerts, principalement aux Pays-Bas et en Belgique. Comme nous n'avions que notre démo lors de ces premiers concerts, il nous a semblé nécessaire d'enregistrer rapidement notre premier album. »

— Frédéric « Berserk » Patte-Brasseur
Totalrust Music et Ostra Records se sont chargés de la publication du premier album éponyme. L'album, sorti en octobre 2007, polarise les critiques,,,. Même des voix bienveillantes ont reconnu que l'album présentait une musique « qu'on n'entend pas souvent, mais qui se donne alors à fond dans le son malade ». À l'opposé, des voix critiques ont fait remarquer que la première moitié de l'album n'était « pas assez originale pour se démarquer des prototypes, des originaux ». La période qui a suivi la sortie a été marquée par plusieurs problèmes de personnel du groupe. Le groupe a temporairement cessé toute activité. Yskithyrwynn et Patte-Brasseur quittent Funeralium. Alors qu'Yskithyrwynn est remplacé par Thomas « ADK 'shon » Rugolino, la fonction de deuxième guitariste est restée vacante pour le moment. En revanche, un deuxième chanteur et bassiste, Asmael Lebouc, rejoint le groupe. Buisson quitte Funeralium à peine le groupe avait-il commencé à répéter dans sa nouvelle composition. Charles Ward le remplace dans le groupe. Avant même que le groupe ait terminé le processus d'écriture de l'album suivant, Patte-Brasseur retourne à Paris et dans le groupe.
Le deuxième album studio, Deceived Idealism, est enregistré à partir de décembre 2011 et, en raison de retards de production persistants, sort en 2013 via Weird Truth Productions en tant que double CD et via Ostra Records en tant que double LP,. Avec Deceived Idealism, Funeralium a pu enregistrer des échos majoritairement positifs à l'échelle internationale,,,,,,,. Le succès de l'album a permis au groupe de continuer à se produire en Hollande, en Allemagne, au Portugal, en Angleterre, en Belgique et au Danemark.
Of Throes and Blight est enregistré en 2016 comme troisième album studio et sorti l'année suivante à nouveau sur Weird Truth Productions, ainsi qu'en MC sur Caligari Records. Après l'enregistrement, Rugolino met fin à sa carrière de musicien et est remplacé par le musicien de dark ambient RAEV. Parallèlement, Of Throes and Blight sort en avril sous la forme d'un double CD et en mai sous la forme d'un double MC en 2017. Tout comme la sortie précédente, cet album reçoit de nombreux éloges,,,,,,. Of Throes and Blight est jugé comme la suite logique et cohérente de son prédécesseur Deceived Idealism. Le critique Sean Reveron, qui évalue Of Throes and Blight pour le webzine Cvlt Nation, qualifie l'album de chef-d'œuvre du funeral doom du premier semestre 2017, aux côtés de Backwater de Fuoco Fatuo et Horizionless de Loss. Dans le classement annuel du genre du webzine, l'album atteint la quatrième place, derrière Bell Witch, Loss et Usnea.

## Style musical
La style musical de Funeralium est classé dans le funeral doom. Des éléments stylistiques du black metal et du black metal dépressif y sont parfois perceptibles. Pour une classification plus précise, des groupes comme Bethlehem, Wormphlegm, Thergothon et Worship sont cités comme références. Le groupe qualifie lui-même son style d'« ultra sick doom » et utilise diverses références aux maladies psychiques dans les descriptions de lui-même et les paroles des chansons. Thery qualifie cette auto-désignation de réminiscence de l'album Dark Metal de Bethlehem. Outre Bethlehem et Thergothon, Thery cite Saint Vitus, Black Sabbath, Cathedral, Abruptum et Burning Witch comme influences majeures,. Les morceaux sont décrits comme « très longs et épiques ». L'instrumentation est considérée comme ayant un son fondamentalement puissant. Les mélodies et les passages acoustiques sont en revanche rarement utilisés de manière sporadique en accord avec l'atmosphère sombre de base. Ainsi, le jeu de guitare est décrit comme un riffing pénible, dur et généralement sans mélodie. Le chant est principalement présenté comme du chant guttural et du screaming. Thery utilise en outre des hurlements ainsi que des chuchotements et d'autres techniques vocales onomatopéiques qui s'intègrent à l'atmosphère de la musique.

## Discographie
- 2004 : Ultra Sick Doom (démo, Band or Be Banged)
- 2007 : Funeralium (album, Totalrust Music/Ostra Records)
- 2012 : 21st Century Ineptia (single téléchargeable, Selbstverlag)
- 2013 : Deceived Idealism (album, Weird Truth Productions/Ostra Records)
- 2017 : Of Throes and Blight (album, Weird Truth Productions/Caligari Records)
- 2021 : Decrepit (album, Weird Truth Productions/Caligari Records)